# Heidrun Bartholomäus
Heidrun „Heide“ Bartholomäus (* 12. Juli 1957 in Schwerin; geb. Timm) ist eine deutsche Schauspielerin, Synchronsprecherin, Dialogbuchautorin und Dialogregisseurin.

## Leben
Bartholomäus wurde von 1977 bis 1980 an der Hochschule für Schauspielkunst Ernst Busch in Ost-Berlin ausgebildet und war am Theater in Weimar engagiert. Dort wurde sie von einem Synchronregisseur entdeckt und zur Synchronisation des Filmes Pferdelady (1979) gebracht, dem weitere folgten.
Nach der Wiedervereinigung spielte sie unter anderem in Filmen wie Vaterland (1992), Nichts bereuen (2001), (T)Raumschiff Surprise – Periode 1 (2004) und Komm näher (2006) mit. Für ihre Darstellung in Komm näher wurde sie 2006 auf dem Copenhagen International Film Festival mit dem Darstellerpreis ausgezeichnet.
Bekannte Rollen als Synchronsprecherin hatte sie beispielsweise als Ginger in Chicken Run – Hennen rennen und als Treeflower in der Zeichentrickserie Die Biber Brüder. Speziell für den Film Nell (1994) synchronisierte sie die Stimme der US-Schauspielerin Jodie Foster, als Nell Kellty, in ihrer für andere Menschen unverständlichen Phantasiesprache. Die Schauspielerin wird ansonst von der deutschen Schauspielerin Hansi Jochmann synchronisiert. Sie ist zudem eine der deutschen Stimmen der britischen Schauspielerin Emily Watson, die Rollen in Filmen wie Breaking the Waves (1996), Punch-Drunk Love (2002), Back to Gaya (2004) und Corpse Bride – Hochzeit mit einer Leiche (2005) übernahm. Ab 1998 ist ihre Stimme auch bekannt für die Synchronisation der dreimaligen Oscar-Preisträgerin Frances McDormand.
In der Hörspielserie Elea Eluanda spricht sie Eleas Tante Lissy Mischnik. Mit dem Pianisten Hannes Zerbe arbeitete sie in den Jazz-und-Lyrik-Produktionen Nachtcafé (2016) und Wie es war – Wie es ist. Brecht und Jazz (2023) zusammen.

## Filmografie
- 1979: Teddybär und der Wunderkoffer (Kinderfilm, Polen)
- 1982: Das Fahrrad
- 1983: Martin Luther
- 1986: Rabenvater
- 1986: Der Staatsanwalt hat das Wort (Serie), Folge Feine Fäden
- 1992: Vaterland
- 2001: Streit um Drei (Serie), Folge 4. Januar 2001
- 2001: Der Tunnel
- 2001: Nichts bereuen
- 2002: Ritas Welt (Serie), S4E11 Die Schöffin
- 2003: Ritas Welt (Serie), S5E4 Didis Party
- 2004: (T)Raumschiff Surprise – Periode 1
- 2006: Komm näher
- 2004: Delphinsommer
- 2006: Unter Verdacht (Serie), Folge Ein neues Leben
- 2006: 29 und noch Jungfrau
- 2007: Wie küsst man einen Millionär?
- 2007: Erlkönig
- 2007: Was am Ende zählt
- 2007: Zwei Wochen Chef
- 2008: Braams – Kein Mord ohne Leiche
- 2008: Der Amokläufer – Aus Spaß wird Ernst
- 2009: Tatort, Folge Schwarzer Peter
- 2009: Vom Leben
- 2009: Die letzten Dinge
- 2009: Der Kriminalist (Serie), Folge Dein Bruder Clemens
- 2010: Das geteilte Glück
- 2011: Restrisiko
- 2011: Die Stunde des Wolfes
- 2019: Tatort – Für immer und dich
- 2020: Goethes Faust

## Theater
- 1990: Ljudmila Petruschewskaja: Drei Mädchen in Blau (Tatjana) – Regie: Barbara Abend (Theater im Palast Berlin)
- 1991: Paul Maar: Mützenwexel – Regie: Hella Müller (caroussel Theater Berlin)

## Hörspiel und Feature
- 1991: Linde von Kayserlingk: Aber am meisten mitten im Herzen (Mutter) – Regie: Beate Rosch (Kinderhörspiel/Hörkurzspiel – Funkhaus Berlin)
- 1991: Mirjana Buljan: Der siebente Bruder (Donikas Mutter) – Regie: Barbara Plensat (Hörspiel – Funkhaus Berlin/ORF)
- 1997: Janet Bailey in Hilfe, ich habe eine Familie! als Carly
- 2003: Dylan Thomas: Unter dem Milchwald (Mutter Zwei) – Regie: Götz Fritsch (Hörspiel – MDR)
- 2007: Rosvita Krausz: Alles wird gut – Regie: Sabine Ranzinger (DKultur)
- 2009: Matthias Wittekindt: Die Frau im Netz (Sissi) – Regie: Wolfgang Rindfleisch (Kriminalhörspiel – DLR)
- 2014:  The Clone Wars 19 (Original-Hörspiel zur TV-Serie, Episode: Mord im Senat) als Lolo Purs, Label: Folgenreich

## Synchronrollen (Auswahl)
Frances McDormand
- 1998: Madeline als Miss Clavel
- 2000: Die WonderBoys als Sara Gaskell
- 2003: Was das Herz begehrt als Zoe Barry
- 2005: Æon Flux als Handler
- 2008: Burn After Reading – Wer verbrennt sich hier die Finger? als Linda Litzke
- 2012: Moonrise Kingdom als Laura Bishop
- 2016: Hail, Caesar! als C. C. Calhoun
- 2017: Three Billboards Outside Ebbing, Missouri als Mildred Hayes
- 2020: Nomadland als Fern

Emily Watson
- 1996: Breaking the Waves als Bess McNeill
- 1999: Das schwankende Schiff als Olive Stanton
- 2002: Punch–Drunk Love als Lena Leonard
- 2006: Kreuzzug in Jeans als Mary Vega

Patricia Clarkson
- 2004: Miracle – Das Wunder von Lake Placid als Patty Brooks
- 2007: Rezept zum Verlieben als Paula

### Filme
- 1981: Im trüben fischen – Nada Vojinovic als Ruza
- 1982: Das Finale liefert Zorro – Gabriella Andreini als Nina
- 1984: Der Traum von der großen Rallye – Diana Gheorghian als Thasica Pribeag
- 1986: Fahrt ins Grauen – Heather Bolton als Meg
- 1989: Die schönste Soirée meines Lebens – Janet Ågren als Simonetta
- 1991: Schuldig bei Verdacht – Roxann Dawson als Felicia Barron
- 1992: Bloody Marie – Eine Frau mit Biß – Angela Bassett als U.S. Staatsanwältin Sinclair
- 1993: Liebe und Gewalt – Christiane Jean als Aglaé
- 1993: Mord ist die Rache – Jenette Goldstein als Det. Judy McCartney
- 1994: Steel Will: Mit eisernem Willen – Johann Carlo als Joanne
- 1995: Der Engländer, der auf einen Hügel stieg und von einem Berg herunterkam – Tara Fitzgerald als Betty von Cardiff
- 1996: Sturmhöhe – Anna Calder–Marshall als Cathy Earnshaw
- 1996: Der Blinde und der Mörder – Victoria Abril als Gloria
- 1997: City of Industry – Famke Janssen als Rachel Montana
- 1997: Titanic – Suzy Amis als Lizzy Calvert
- 2001: American Pie 2 – Molly Cheek als Mrs. Levinstein / Jim's Mom
- 2001: Moulin Rouge – Caroline O’Connor als Nini Legs-in-the-Air
- 2005: Das Schwiegermonster – Wanda Sykes als Ruby
- 2006: Maison Ikkoku – Kazuyo Aoki als Hanae Ichinose
- 2009: New in Town – Siobhan Fallon Hogan als Blanche Gunderson
- 2010: Arrietty – Die wundersame Welt der Borger – Olivia Colman als Homily (britische Version)
- 2011: Bad Teacher – Phyllis Smith als Lynn Davies

### Serien
- 1971: Daniel Boone – Veronica Cartwright als Jemima Boone
- 1990–1991: Dallas – Barbara Stock als Liz Adams
- 2002–2008: Inspector Lynley – Sharon Small als Barbara Havers
- 2005: O.C., California – Kim Delaney als Rebecca Bloom
- 2005, 2009, 2011–2012: Desperate Housewives – Christine Estabrook als Mrs. Huber
- 2006–2007: Grey’s Anatomy – Mare Winningham als Eileen Grey
- 2008, 2011–2013: Eureka – Die geheime Stadt – Debrah Farentino als Beverly Barlow
- 2010: Cagney & Lacey – Meg Foster als Det. Christine Cagney
- 2010/2012–2014/2017: Vampire Diaries – Jasmine Guy als Sheila Bennett
- 2018: Iroduku: Die Welt in allen Farben – Keiko Han als Yuzuha Tsukishiro
- 2020–2023: Hunters – Carol Kane als Mindy Markowitz
- 2023: Star Trek: Picard – Amanda Plummer als Vadic
- 2023: Navy CIS: L.A. für Rose Abdoo als Daisy van Zant